# کلیسای جامه بانا
کلیسای جامه بانا (ارمنی: Բանակի տաճար; گرجی: ბანა; انگلیسی: Bana cathedral) یک صومعه حواری ارمنی واقع در Şenkaya، در استان ارزروم ترکیه کنونی می‌باشد. ساخت و ساز این ساختمان ح. ۸۸۱–۹۲۳ میلادی به پایان رسید. این بنا به سبک معماری ارمنی طراحی شده‌است.